# Yolanda Signorelli
Yolanda Signorelli es una actriz estadounidense.

## Biografía
Su carrera de actriz se centró en la década de 1960, participando en más de diez producciones de temática erótica.
Se casó con Harold von Braunhut, inventor de los Sea Monkeys, y tuvieron dos hijos.
Instant Life, un documental sobre su vida y actual momento, donde se encuentra en disputas legales por los derechos de los Sea Monkeys, se encuentra en proceso de producción.